# Тедрос, Кисанет
Кисанет Тедрос — эритрейская предпринимательца в сфере образования. Она работает из Уганды, где поддерживает диаспору своей страны, язык тигринья и её культуру. В 2022 году она была включена в число 100 женщин Би-би-си.

## Жизнь
Тедрос родилась и выросла в Эритрее, где выучила язык тигринья, на котором говорят тигринья и тиграянские народы Эритреи, региона Тыграй и северной Эфиопии.
Тедрос работает из Уганды, где поддерживает диаспору своей страны. Она создала канал на YouTube Beles Bubu, на котором создаются видеоролики для эритрейских детей. Видео созданы на языке тигринья и предназначены для поддержки детей из Эритреи и Эфиопии. Тедрос видит в этом важную связь для детей и их родителей. Контент создан командой самоучек из Уганды, а также Эритреи и Демократической Республики Конго. Тедрос — одна из волонтёров организации Махцен, которая поддерживает людей из Эфиопии и Эритреи.
Тедрос была включена в число 100 женщин Би-би-си в 2022 году.
В 2023 году администрацией президента Уганды (в частности, Эбби Валусимби, советником президента и послом) была организована конференция, названная Первой инвестиционной конференцией эритрейской диаспоры. Тедрос была признательна и отметила, что конференция посвящена бизнесу, а не политике. Уганда приветствовала эритрейских иммигрантов, и конференция предоставит им доступ к официальным лицам страны. Среди гостей конференции был третий заместитель премьер-министра Лукия Исанга Накадама, который приветствовал связь между Эритреей и Угандой.